# Семитизмы
Семитизмы — заимствованные из семитских языков в другие языки слова и обороты речи, типичные для семитских языков. Аналогичными примерами являются англицизмы, германизмы, латинизмы и т. д. Ввиду того что к группе семитских языков относятся различные языки, для уточнения типа заимствования используются также термины арабизм (для заимствования из арабского языка), арамеизм (для заимствования из арамейского языка) и гебраизм (для заимствования из древнееврейского языка).

## История
Широкое использование семитизмов имело место в античное время. Наиболее распространенным примером является обширное влияние арамейского языка на некоторые тексты Септуагинты, переведенные с древнееврейского языка на древнегреческий койне. Семитизмы, обусловленные влиянием языка Ветхого Завета («библицизмы» или «септуагинтизмы»), появляются в тех случаях, когда речь идет об иудейской религии, или текст написан в каком-то особо торжественном стиле. Имеются различные мнения о степени соответствия греческого языка Библии преобладавшему в тот момент разговорному койне и о том, до какой степени он содержал в себе семитские черты. Но одно можно сказать с уверенностью, что койне было своеобразной «лингва франка» того времени на территории восточного Средиземноморья, со значительным включением семитизмов.
С появлением и быстрым распространением ислама, арабский язык, также принадлежащий к группе семитских языков, становится региональным языком мусульманского мира и много арабских слов попадают в языки народов, принявших ислам.

## Семитизмы в русском языке
Большинство семитизмов попали в русский язык через тексты Священного писания или при посредстве тюркских языков. Также большое количество семитизмов пришло из английского, немецкого, французского и других языков.
Известные семитизмы:
- Авва от арам. אַבָּא ʾabbā — слово, обозначающее «отец».
- Аллилуйя от ивр. הַלְּלוּיָהּ hal'luyáh — в христианстве, молитвенное хвалебное слово, обращенное к Богу.
- Аминь от арам. אַמִין ʾamīn — обычно, завершающая формула в молитвах и псалмах в иудаизме, исламе и христианстве.
- Мессия от ивр. מָשִׁיחַ māšîaḥ — буквально «последний избавитель», близко к «царь». Слово Христос (греческого происхождения) — буквально «пома́занник», Спаситель.
- Пасха от ивр. פֶּסַח pésakh — древнейший христианский праздник.
- Суббота от ивр. שַׁבָּת šabbāt — день недели между пятницей и воскресеньем.
- Тора от ивр. תּוֹרָה torá — Пятикнижие.
- Шибболет от ивр. שִׁבֹּלֶת šibbōlet — библейское выражение, обозначающее слово, которое неосознанно выдаёт человека, для которого язык — неродной.